# 殖民管道
殖民管道（Colonial Pipeline）是美国最大的成品油管道系统。该管道长約8850公里，起訖點分別位於美國德克萨斯州和纽约，每天管道的輸送量大約為300万桶成品油。
該管道由总部位于美國佐治亚州阿尔法勒特的殖民管道公司运营。该公司成立于1961年，管道的建设始于1962年。

## 外部連結
- Home page （页面存档备份，存于）